# 李桂琴
李桂琴（1962年8月—），山西盂县人，汉族，中国共产党党员。中华人民共和国政治人物、第十三届全国人民代表大会山西地区代表。

## 生平
2018年2月24日，当选为第十三届全国人大代表。